# Benedictum
Benedictum es un grupo estadounidense de heavy metal proveniente de San Diego (California).

## Biografía
El grupo fue fundado por la vocalista Veronica Freeman y el guitarrista Pete Wells después de disolverse su anterior banda, Malady. Después de que se incorporasen a sus filas Blackie Sanchez y Chris Morgan preparó su primera demo con la ayuda del productor discográfico Jeff Pilson, que también los proveyó de bajo, chelo y teclados adicionales. Más adelante firmaron con Locomotive Records y grabaron más canciones para completar su álbum de debut, Uncreation, que fue publicado oficialmente el 29 de enero del 2006 en Europa y el 14 de marzo del mismo año en Norteamérica.
Durante el verano del 2006 se dedicaron a girar por varios escenarios europeos, incluyendo los del Metalẅay en Guernica  y en Jerez  (enlace roto disponible en Internet Archive; véase el historial, la primera versión y la última)..

## Discografía
- Uncreation (2006)
- Seasons of Tragedy  (2008)
- Dominion (2011)
- Obey (2013)

## Miembros
- Veronica Freeman - voz
- Pete Wells - guitarra
- Chris Morgan - teclado
- Jesse Wright - bajo
- Blackie Sanchez - batería

## Curiosidades
- Autoproclamando que Veronica es la contrapartida femenina de Ronnie James Dio[cita requerida], incluyeron la canción Rainbow in the Dark de Dio en su primera demo.
- Por la misma razón, su álbum Uncreation tiene dos versiones de canciones de Black Sabbath en su época con Ronnie James: Heaven and Hell y The Mob Rules.
- Esa misma versión de The Mob Rules tiene como estrella invitada a Jimmy Bain, exmiembro de Rainbow y de Dio .
- En la última canción de Uncreation, Valkyrie Rising, también colabora Craig Goldy, actual guitarrista de Dio .
- Su productor Jeff Pilson fue el bajista de Dokken y Dio, y todavía toca en War and Peace, Lynch/Pilson y Foreigner.